# Choi Sung-yong
Choi Sung-Yong (25 december 1975) is een voormalig Zuid-Koreaans voetballer.

## Clubcarrière
Choi Sung-Yong speelde tussen 1997 en 2010 voor Sangmu, Vissel Kobe, LASK Linz, Suwon Samsung Bluewings, Yokohama FC, Ulsan Hyundai FC en Thespa Kusatsu.

## Interlandcarrière
Choi Sung-Yong debuteerde in 1995 in het Zuid-Koreaans nationaal elftal en speelde 61 interlands, waarin hij 1 keer scoorde. Hij vertegenwoordigde zijn vaderland eveneens op de Olympische Spelen 1996 in Atlanta, waar de Zuid-Koreaanse olympische selectie onder leiding van bondscoach Anatolij Bysjovets in de groepsronde werd uitgeschakeld.